# Schreibkrampf
Als Schreibkrampf (Graphospasmus, auch Mogigraphie, Chirospasmus, Cheirospasmus „Handkrampf“ oder Cheirismus) bezeichnet man einen Krampf der beim manuellen Schreiben beteiligten und die schreibende Hand bewegenden Muskeln.
Die Erkrankung wurde zunächst als Überlastungssyndrom gewertet, galt dann über einige Jahrzehnte als psychosomatische Erkrankung und wird heute zu der neurologischen Erkrankungsgruppe der Dystonie (Bewegungsstörungen mit Ursprung im Gehirn) gezählt.
Der Schreibkrampf gehört mit der Golferdystonie und der Musikerdystonie zu den tätigkeitsspezifischen fokalen Dystonien (Beschäftigungskrämpfe), die nur während dieser spezifischen Tätigkeiten in Erscheinung treten. Der Schreibkrampf ist die verbreitetste Form.

## Symptome
Die ersten Symptome treten typischerweise zwischen 20 und 50 Jahren auf. Häufig beklagen Betroffene Krämpfe, reduzierte Schreibgeschwindigkeit, Zittern, Steifheitsgefühle und Ungeschicklichkeit. Fallenlassen von Gegenständen und kleinere Verletzungen können die Folge sein. Erst im Verlauf treten die dystonen, meist schmerzhaften Fehlhaltungen auf. Der Schreibkrampf wird durch den Akt des Schreibens ausgelöst, als eine unwillkürliche Beugung, Streckung oder Rotation der Finger, des Handgelenks und seltener auch des Ellbogens und der Schulter. Das Schreiben wird dadurch mühselig, die Schrift wird verformt und unleserlich.
Der Schreibkrampf kann Teil einer segmentalen, also zwei benachbarte betreffende Dystonie sein. Seltener ist er auch Teil einer generalisierten Dystonie.
Abzugrenzen sind anderweitige muskuloskeletale Beschwerden oder Nervenkompressionsyndrome, die mit ähnlichen Symptomen einhergehen können. Hierbei treten meist auch sensible Symptome wie Kribbeln oder Taubheitsgefühle auf.

## Therapie
Die Therapie ist rein symptomatisch und richtet sich nach den Bedürfnissen der Betroffenen. Die Behandlung ist meist multiprofessionell mit Physiotherapie, Ergotherapie und spezialisierter Neurologie. Zu Beginn reichen Schreib-Orthesen häufig aus, auch Kühlung und transkutane elektrische Nervenstimulation werden eingesetzt. Bei allen fokalen Dystonien wie auch beim Schreibkrampf ist die selektive periphere Denervierung der betroffenen Muskelgruppen durch lokale Injektionen von Botulinumtoxin häufig genutzte Therapie. Die Schwierigkeit beim Schreibkrampf besteht in der Linderung der Symptome bei gleichzeitigen Aufrechterhalten der Funktion, was geringeren Effekt und häufigeren Abbruch der Therapie im Vergleich zu anderen fokalen Dystonien erklärt. Das Medikament Tetrabenazin ist eine weitere Möglichkeit. Manche Patienten profitieren von Selbsthilfegruppen.